# Rhadinella hempsteadae
Rhadinella hempsteadae là một loài rắn trong họ Rắn nước. Loài này được Stuart & Bailey mô tả khoa học đầu tiên năm 1941.